# Христо Кодов
Христо Николов Кодов е виден български славист, литературен историк и палеограф, роден на 15 (28) август 1901 г. в Калофер.

## Биография

### Младежки години
Прекарва детството си в Цариград. Там за първи път се появяват интересите му към езикознанието. Завръща се в България през 1916 г. и на следващата година постъпва в Софийската духовна семинария, която завършва през 1923 г. До 1927 г. следва славянска филология в Софийския университет „Св. Климент Охридски“. През време на обучението си слуша лекции при Беньо Цонев, Любомир Милетич, Йордан Иванов, Иван Шишманов, Боян Пенев и др. Ключова роля за формирането му като езиковед има световноизвестният Стефан Младенов, който го насочва към проблемите на сравнителното индоевропейско езикознание. Завършва обучението си с кратка специализация в Полша, където има възможността да се запознае с научните достижения на най-добрите представители на Краковската школа. Друга фигура, която изиграва важна роля в изграждането му като специалист, е Маньо Стоянов, който – по-късно – през 60-те години го привлича за съвместна работа по описа на славянските ръкописи в Народната библиотека.

### Зрял период
След завръщането си от Полша е назначен за преподавател по класическите езици в Първа мъжка гимназия в София (1929 – 1944). Още в самото начало на учителските си години публикува своята първа научна монография (виж по-долу). Следват нови научни публикации, важно място сред които заема Езикът на тракийските българи – студия, появила се като резултат от участието му в експедиция под ръководството на Стефан Младенов.

#### Време на репресии
Събитията след 9 септември 1944 г. и свързаните с тях репресии срещу българската интелигенция се отразяват и върху съдбата на младия учен. След 1944 г. липсват сведения за живота му. Официално нищо не е известно за него и за негова научна дейност – чак до времето на Никита Хрушчов и отзвука от настъпилото общо разведряване в България в края на 50-те и началото на 60-те години на XX век. Единствената податка за живота на проф. Кодов в този период е от Боряна Христова, която разказва, че „въпреки че владее 7 езика и е вече изграден специалист-езиковед, той е принуден да се пенсионира като шлосер“.

#### Реабилитиране
Заедно с други оцелели след 1944 г. видни български учени, в началото на 60-те години проф. Кодов отново се появява на научното поприще като сътрудник на БАН и Народната библиотека, а от 1965 г. вече и официално – нещатен сътрудник на Института по история на БАН. От началото на 1977 г. той е старши научен сътрудник, II степен в Църковно-историческия и архивен институт при Българската патриаршия (решение на Научния съвет на института от 7 февруари 1977 г.). По решение на Св. Синод на БПЦ от 19 март същата година той е назначен на постоянна работа в Института, а по-късно става и негов заместник-директор.
Междувременно проф. Кодов преподава и в Духовната академия „Св. Климент Охридски“, където чете лекции по дисциплината Църковнославянски език (с оглед на старобългарския). В това си качество той е и член с право на съвещателен глас на Научния съвет на Църковно-историческия и архивен институт – още от момента на неговото учредяване.

### Последни години
През 1978 и 1979 г. проф. Кодов е инициатор за сформирането на екипа по описването на славянските ръкописи в Зографския манастир на Атон и основен участник в него. С Българската православна църква и със сградата на пл. „Ленин“ 19, той остава свързан до края на живота си. Кръгът на преките и непреките негови ученици днес включва много от научните работници в областта на славистиката като цяло, както и преподаватели по богословие и висши клирици на БПЦ.
Проф. Христо Кодов напуска този свят след кратко боледуване на 17 юли 1982 г. Опелото му извършва на 19 юли лично приснопаметният Стобийски епископ Арсений (по-късно Пловдивски митрополит, а по това време Главен секретар на Св. Синод) в храма на Централните софийски гробища, заедно с множество свещеници. Надгробно слово произнася един от най-близките ученици на професора – Божидар Райков. На опелото присъства цветът на българската славистика.

## Творчество
Списъкът с научните трудове на проф. Кодов е дълъг. Сред най-важните издания, плод лично на неговото перо или в съавторство, са:
- Подвижното българско ударение и неговото отношение към праславянското ударение. I. Съществителни имена. С., 1929 г.
- Езикът на тракийските българи. С., 1935 г.
- Един непознат препис на службата на Кирил Философ. С., 1963
- Опис на славянските ръкописи в Софийската народна библиотека – т. III, С., 1964 и т. IV, С., 1971, заедно с Маньо Стоянов
- Енински апостол (старобългарски писмен паметник от XI век). С., 1965, заедно с Кирил Мирчев
- Опис на славянските ръкописи в библиотеката на Българската академия на науките. С., 1969
- Климент Охридски. Събрани съчинения – т. I, С., 1970; т. II, С., 1977 и т. III, С., 1973), заедно с Боньо Ст. Ангелов, Куйо Куев и Климентина Иванова
- Старобългарски музикални паметници. С., 1975, заедно със Стоян Петров
- Опис на славянските ръкописи в библиотеката на Зографския манастир на Света гора – т. I, С., 1985, в съавторство с Божидар Райков и Стефан Кожухаров
- Славянски ръкописи в Рилския манастир. С., 1986, заедно с Божидар Райков и Боряна Христова.

На проф. Кодов принадлежи и първоначалната идея за написването на широко известната днес Кирило-Методиевска енциклопедия, в издаването на която той е един от основните редактори. Той остава в историята на българското литературознание и като член на редакционната колегия на поредицата „Старобългарска литература“.